# Zdeněk Konečný
Zdeněk Konečný (21. října 1949 Jeseník – 10. října 2009 Liberec) byl český fotbalový záložník a mládežnický reprezentant Československa – kapitán vítězného mužstva na Mistrovství Evropy do 18 let 1968 ve Francii.

## Hráčská kariéra
Narodil se v Jeseníku, kde v té době bydlel a za místní Rudné Doly Jeseník chytal jeho otec Zděnek, jinak hulínský rodák. S fotbalem však začal až v Uničově, kam se rodina Konečných přestěhovala, když Zdeněk Konečný starší přestoupil z RD Jeseník do uničovského Spartaku.
Zdeněk Konečný odehrál v nejvyšší soutěži celkem 87 utkání, vstřelil 6 branek (9 / 0 za Hradec Králové, 48 / 2 za Slaviu Praha a 30 / 4 za Zbrojovku Brno). Poté hrál nižší soutěž za Slovan Liberec.
Jeho největším úspěchem bylo zlato z Mistrovství Evropy hráčů do 18 let, které v roce 1968 hostila Francie. Jako kapitán mužstva na tomto turnaji skóroval dvakrát, obě jeho trefy však měly cenu zlata: otevíral účet jak semifinálového zápasu proti Portugalsku (3:1, hráno 13. dubna 1968 v Cannes), tak úspěšné finálové bitvy s domácími Francouzi (2:1, hráno 15. dubna 1968 v Cannes). Za reprezentaci do 18 let startoval v letech 1967–1968, celkem zaznamenal 5 branek.
Zemřel v Liberci ve věku 59 let.

### Ligová bilance
| Ročník                                   | Zápasy | Góly | Minuty | Klub                      |
| ---------------------------------------- | ------ | ---- | ------ | ------------------------- |
| 1. československá fotbalová liga 1966/67 | 9      | 0    | 810    | TJ Spartak Hradec Králové |
| 1. československá fotbalová liga 1968/69 | 18     | 0    | 1 251  | SK Slavia Praha           |
| 1. československá fotbalová liga 1969/70 | 24     | 2    | 1 524  | SK Slavia Praha           |
| 1. československá fotbalová liga 1970/71 | 6      | 0    | 400    | SK Slavia Praha           |
| 2. československá fotbalová liga 1970/71 | 7      | 1    | –      | TJ Zbrojovka Brno         |
| 1. československá fotbalová liga 1971/72 | 24     | 2    | 1 453  | TJ Zbrojovka Brno         |
| 1. československá fotbalová liga 1972/73 | 6      | 2    | 162    | TJ Zbrojovka Brno         |
| CELKEM 1. LIGA                           | 87     | 6    | 5 600  |                           |